# Miha Terdič
Miha Terdič, slovenski kajakaš, * 1980.
Terdič je na svetovnih prvenstvih osvojil srebrno medaljo leta 2002 v Bourg St.-Mauriceu v disciplini K-1. Na evropskih prvenstvih je osvojil srebrno medaljo v disciplini K-1 ekipno leta 2000 v Mezzani, v postavi sta bila še Dejan Kralj in Fedja Marušič. Leta 1998 je prejel Bloudkovo plaketo za »tekmovalni dosežek v kajaku na divjih vodah – 1. mesto na mladinskem SP 1998 v slalomu«, leta 2002 pa še Bloudkovo nagrado.